# Carl Beeston
Carl Frederick Beeston (Stoke-on-Trent, 8 febbraio 1962) è un ex calciatore inglese, di ruolo centrocampista.

## Carriera

### Club
Esordisce tra i professionisti nella parte finale della stagione 1984-1985, all'età di 18 anni, giocando una partita nella prima divisione inglese con lo Stoke City, che al termine del campionato retrocede in seconda divisione: questa resta peraltro la sua unica presenza in carriera in prima divisione. Dal 1985 al 1990 gioca infatti in seconda divisione con le Potteries, inizialmente come riserva e poi con un ruolo via via più importante, fino a diventare di fatto titolare fisso nel triennio 1990-1993, trascorso in terza divisione, nel quale il club vince un Football League Trophy (nella stagione 1991-1992) ed un campionato di terza divisione (nella stagione 1992-1993). Dal 1993 al 1997 gioca poi per un ulteriore quadriennio in seconda divisione allo Stoke, per un totale di 237 presenze e 13 reti (play-off inclusi) in incontri di campionato con il club biancorosso, tra i quali oltre alla già citata presenza in prima divisione figurano anche 129 presenze in seconda divisione e 108 presenze in terza divisione. Considerando tutte le competizioni ufficiali, totalizza invece 271 presenze e 17 reti con la maglia dello Stoke.
La permanenza nel club della sua città natale costituisce di fatto peraltro gran parte della sua carriera: ad eccezione di 9 presenze e 3 reti all'Hereford Utd (con cui gioca in prestito nella parte conclusiva della stagione 1996-1997) in quarta divisione e di ulteriori 6 partite in terza divisione nei primi mesi della stagione 1997-1998 con la maglia del Southend Utd non gioca infatti ulteriori incontri in campionati professionistici, pur continuando a giocare per ulteriori tre anni (ovvero fino al termine della stagione 1999-2000) con i semiprofessionisti di Hednesford Town e Stafford Rangers.

### Nazionale
Nel 1988 ha giocato una partita nella nazionale inglese Under-21.

## Palmarès

### Club

#### Competizioni nazionali
- Campionato inglese di terza divisione: 1

Stoke: 1992-1993
- Football League Trophy: 1

Stoke: 1991-1992
- Southern Football League Western Division: 1

Stafford Rangers: 1999-2000